# (73527) 2003 NC3
(73527) 2003 NC3 – planetoida z pasa głównego asteroid okrążająca Słońce w ciągu 5,72 lat w średniej odległości 3,2 j.a. Odkryta 2 lipca 2003 roku.